# Ghiacciaio Stafford
Il ghiacciaio Stafford è un ghiacciaio lungo circa 20 km situato nella parte nord-occidentale della Dipendenza di Ross, nell'Antartide orientale. Il ghiacciaio Stafford, il cui punto più alto si trova a circa 1800 m s.l.m., si trova sulla costa di Borchgrevink, nella parte orientale dei monti della Vittoria, dove fluisce verso nord, scorrendo  tra la cresta McElroy, a ovest, e la cresta Walker, a est, fino a unire il proprio flusso a quello del ghiacciaio Trafalgar.

## Storia
Il ghiacciaio Stafford è stato mappato da membri dello United States Geological Survey (USGS) grazie a fotografie aeree scattate dalla marina militare statunitense nel periodo 1960-64, e così battezzato dal Comitato consultivo dei nomi antartici in onore del sergente Billy D. Stafford, capo del distaccamento di elicotteri che supportò le ricognizione dell'area da parte dell'USGS nel 1961-62.